# Canoagem nos Jogos Olímpicos de Verão de 1960
A canoagem nos Jogos Olímpicos de Verão de 1960 foi realizada em Roma, na Itália, com sete eventos disputados. As provas de 10.000 metros que eram disputadas desde dos Jogos de Berlim em 1936 foram abolidas do programa e não mais retornaram. Eventos de menor distância como 500 e 1000 metros passaram a vigorar na canoagem olímpica. Uma segunda prova de caiaque feminina e a prova de revezamento masculina foram as outras novidades da modalidade em 1960.

## Eventos da canoagem
Masculino:
 C-1 1000 metros | C-2 1000 metros | K-1 1000 metros | K-1 4x500 metros | K-2 1000 metros

Feminino:
 K-1 500 metros | K-2 500 metros

## Masculino

### C-1 1000 metros masculino
| Pos. | País                  | Atletas          | Tempo   |
| ---- | --------------------- | ---------------- | ------- |
|      | Hungria (HUN)         | János Parti      | 4:33.93 |
|      | União Soviética (URS) | Aleksandr Silaev | 4:34.41 |
|      | Romênia (ROM)         | Leon Rotman      | 4:35.87 |

### C-2 1000 metros masculino
| Pos. | País                  | Atletas                          | Tempo   |
| ---- | --------------------- | -------------------------------- | ------- |
|      | União Soviética (URS) | Leonid Geishtor Sergei Makarenko | 4:17.94 |
|      | Itália (ITA)          | Aldo Dezi Francesco La Macchia   | 4:20.77 |
|      | Hungria (HUN)         | Imre Farkas András Törő          | 4:20.89 |

### K-1 1000 metros masculino
| Pos. | País            | Atletas          | Tempo   |
| ---- | --------------- | ---------------- | ------- |
|      | Dinamarca (DEN) | Erik Hansen      | 3:53.00 |
|      | Hungria (HUN)   | Imre Szöllősi    | 3:54.02 |
|      | Suécia (SWE)    | Gert Fredriksson | 3:55.89 |

### K-1 4x500 metros masculino
| Pos. | País                     | Atletas                                                      | Tempo   |
| ---- | ------------------------ | ------------------------------------------------------------ | ------- |
|      | Equipe Alemã Unida (EUA) | Dieter Krause Günther Perleberg Paul Lange Friedhelm Wentzke | 7:39.43 |
|      | Hungria (HUN)            | Imre Szöllõsi Imre Kemeczei András Szente György Mészáros    | 7:44.02 |
|      | Dinamarca (DEN)          | Erik Hansen Helmuth Sørensen Arne Høyer Erling Jessen        | 7:46.09 |

### K-2 1000 metros masculino
| Pos. | País          | Atletas                              | Tempo   |
| ---- | ------------- | ------------------------------------ | ------- |
|      | Suécia (SWE)  | Gert Fredriksson Sven-Olov Sjödelius | 3:34.73 |
|      | Hungria (HUN) | Andras Szente György Mészáros        | 3:34.91 |
|      | Polônia (POL) | Stefan Kapłaniak Wladysław Zieliński | 3:37.34 |

## Feminino

### K-1 500 metros feminino
| Pos. | País                     | Atletas                   | Tempo   |
| ---- | ------------------------ | ------------------------- | ------- |
|      | União Soviética (URS)    | Antonina Seredina         | 2:08.88 |
|      | Equipe Alemã Unida (EUA) | Therese Zenz              | 2:09.22 |
|      | Polônia (POL)            | Daniela Walkowiak-Pilecka | 2:10.46 |

### K-2 500 metros feminino
| Pos. | País                     | Atletas                          | Tempo   |
| ---- | ------------------------ | -------------------------------- | ------- |
|      | União Soviética (URS)    | Mariya Shubina Antonina Seredina | 1:56.95 |
|      | Equipe Alemã Unida (EUA) | Therese Zenz Ingrid Hartmann     | 1:59.16 |
|      | Hungria (HUN)            | Klára Fried Vilma Egresi         | 2:00.25 |

## Quadro de medalhas da canoagem
| Ordem | País                   | Medalha de ouro | Medalha de prata | Medalha de bronze | Total |
| ----- | ---------------------- | --------------- | ---------------- | ----------------- | ----- |
| 1     | URS União Soviética    | 3               | 1                | 0                 | 4     |
| 2     | HUN Hungria            | 1               | 3                | 2                 | 6     |
| 3     | EUA Equipe Alemã Unida | 1               | 2                | 0                 | 3     |
| 4     | DEN Dinamarca          | 1               | 0                | 1                 | 2     |
| 4     | SWE Suécia             | 1               | 0                | 1                 | 2     |
| 6     | ITA Itália             | 0               | 1                | 0                 | 1     |
| 7     | POL Polônia            | 0               | 0                | 2                 | 2     |
| 8     | ROM Romênia            | 0               | 0                | 1                 | 1     |